# Rigoberta Bandini
Pour les articles homonymes, voir Bandini.
Paula Ribó González, plus connue sous le pseudonyme Rigoberta Bandini, née le 30 avril 1990 à Barcelone, est une chanteuse et actrice espagnole.

## Biographie
Paula Ribó commence sa carrière à 7 ans seulement en doublant la voix du personnage de Caillou dans la série éponyme. Elle continue cette même activité en participant aux castings espagnols et catalans de nombreux films dont Le Voyage de Chihiro, Rebelle et La Reine des Neiges. 
Parallèlement à son activité de doublage, elle étudie au Centre dramatique national de Montpellier, avec Rodrigo Garcia, et à l'Institut du Théâtre de Barcelone.
En 2010, elle crée conjointement avec deux de ses amies de l'institut, Paula Malia et Bàrbara Mestanza, le groupe The Mamzelles, qui sortira deux albums. En 2012, le trio devient également une compagnie de théâtre, nommé The Mamzelles Teatre.

### Rigoberta Bandini
En 2019, Paula Ribó lance un nouveau projet musical sous le nom Rigoberta Bandini, en collaboration avec Esteban Navarro, Belén Barenys et Joan Barenys.
En 2020, le single In Spain We Call It Soledad devient viral en Espagne avec plus de 200 000 écoutes par mois sur Spotify.
En 2022, Rigoberta Bandini participe au Benidorm Fest, l'émission de présélection espagnole pour le Concours Eurovision de la chanson 2022, avec la chanson Ay Mamá, qui devient alors virale dans le pays. Elle termine la sélection à la seconde place, derrière Chanel et sa chanson Slomo. L'artiste devient alors une icone féministe en Europe, en montrant ses seins lors de l'interprétation en public de la chanson.
En octobre 2022, Rigoberta Bandini sort son premier album, La Emperatriz.
En 2023, elle compose et interprète la chanson Yo solo quiero amor, bande originale du film Te estoy amando locamente. Le 10 février 2024, elle remporte grâce à ce titre le prix Goya de la meilleure chanson originale.
Fin 2024, elle annonce la sortie de son deuxième album, Jesucrista superstar, pour mars 2025.

## Discographie

### Singles
- 2020 – Too Many Drugs
- 2020 – Fiesta
- 2020 – Que Cristo Baje
- 2020 – In Spain We Call It Soledad
- 2020 – Cuando Tú Nazcas
- 2021 – Perra
- 2021 – The Fuck Fuck Poem
- 2021 – A ver qué pasa - Estrella Damn 2021
- 2021 – Aviam què passa - Estrella Damn 2021
- 2021 – Julio Iglesias
- 2021 – Ay Mamá
- 2022 – Ay Mamá (Génesis)
- 2022 – A Todos Mis Amantes
- 2022 – Así Bailaba feat. Amaia
- 2023 – Miami Beach
- 2023 – Qué Más Da feat. Julieta Venegas
- 2024 – Si Muriera Mañana
- 2024 – Pamela Anderson
- 2025 – KAIMAN
- 2025 – El Amor - Premios Goya 2025
- 2025 – Soy mayor
- 2025 – Aprenderás feat. Carmen Lancho (es)

### Collaborations
- 2021 – Amanecer avec Alizzz
- 2021 – Se Va avec Delaporte
- 2024 – La Niña Bonita avec Pipiolas
- 2024 – Petit Bonbon avec Bon Entendeur
- 2024 – Splash (más que mares) avec Colapesce Dimartino (it)
- 2024 – Contradicción avec Love of Lesbian

## Doublage
| Année(s)  | Titre                            | Personnage                         |
| --------- | -------------------------------- | ---------------------------------- |
| 1997-2002 | Caillou                          | Caillou                            |
| 2002-2003 | Caillou                          | Rosie                              |
| 2001      | Monstre et Cie                   | Bouh                               |
| 2002      | Le Voyage de Chihiro             | Chihiro Ogino                      |
| 2002      | Sam, je suis Sam                 | Lucy Diamond Dawson                |
| 2002      | Mauvais Piège                    | Abigail "Abbie" Jennings           |
| 2002      | Fashion Victime                  | Melanie "Carmichael" Smooter-Perry |
| 2003      | Peter Pan                        | Wendy                              |
| 2003      | Filles de bonne famille          | Lorraine "Ray" Schleine            |
| 2003      | Kim Possible: La Clé du temps    | Kim Possible                       |
| 2003      | Rock Academy                     | Alicia "Brace Face"                |
| 2004      | Man on Fire                      | Lupita Ramos                       |
| 2005      | Trouble Jeu                      | Emily Callaway                     |
| 2006      | Le Petit Monde de Charlotte      | Fern Arable                        |
| 2009      | Push                             | Cassie Holmes                      |
| 2010      | Les Runaways                     | Cherie Currie                      |
| 2012      | Rebelle                          | Mérida                             |
| 2013      | La Reine des neiges              | Anna                               |
| 2013      | American Nightmare               | Zoey Sandin                        |
| 2013      | Les Croods                       | Eep                                |
| 2014      | Divergente                       | Tris                               |
| 2014      | Nos étoiles contraires           | Hazel                              |
| 2015      | Pitch Perfect 2                  | Emily                              |
| 2015      | Divergente 2 : L'Insurrection    | Tris                               |
| 2016      | Divergente 3: Au-delà du mur     | Tris                               |
| 2016      | American Pastoral                | Merry Levov                        |
| 2016      | Gods of Egypt                    | Zaya                               |
| 2016      | Zootopie                         | Judy Hopps                         |
| 2016      | Les Trolls                       | Poppy                              |
| 2017      | Moi, moche et méchant 3          | Margo                              |
| 2019      | La Reine des neiges 2            | Anna                               |
| 2019      | Once Upon a Time... in Hollywood | Lynette "Squeaky" Fromme           |
| 2020      | Les Trolls 2                     | Poppy                              |
| 2020      | Les Croods 2                     | Eep                                |
| 2021      | Tous en scène 2                  | Porsha Crystal                     |
| 2023      | Les Trolls 3                     | Poppy                              |
| 2024      | Vice-versa 2                     | Envie                              |
| 2025      | Les Schtroumpfs, le film         | La Schtroumpfette                  |

## Liens
- (es) Site officiel
- Ressources relatives à la musique :   - Discogs
  - MusicBrainz
- Ressource relative à l'audiovisuel :   - IMDb
- Notices d'autorité :   - VIAF
  - ISNI
  - GND
  - Espagne
  - Catalogne